# Fondazione Montagna Sicura
La Fondazione Montagna Sicura (in francese Fondation Montagne sûre) è una fondazione non a scopo di lucro italiana, con finalità di studio dei fenomeni e delle problematiche concernente gli ambienti montani, facendo disseminazione scientifica in tema di glaciologia e nivologia.

## Descrizione
Gli enti soci della fondazione sono la Regione autonoma Valle d'Aosta, il comune di Courmayeur, il Soccorso alpino valdostano, l'Unione valdostana guide di alta montagna (enti fondatori) e l'Azienda USL della Valle d'Aosta (dal 1º gennaio 2010).
La Fondazione Montagna Sicura ha sede a Courmayeur, nella località Villard de la Palud, nella Villa Cameron.

## Storia
Nel corso degli anni, la Fondazione ha svolto attività e portato a compimento progetti finanziati principalmente dall'Unione Europea e dalla Regione autonoma Valle d'Aosta, tra cui ClimChAlp - Climate Change, progetto europeo volto ad indagare gli effetti dei cambiamenti climatici sull'arco alpino.